# Dragovič
Dragovič este o localitate din comuna Juršinci, Slovenia, cu o populație de 145 de locuitori.